# Grevenstein (Roggenstorf)
Grevenstein ist ein Ortsteil der Gemeinde Roggenstorf im Landkreis Nordwestmecklenburg in Mecklenburg-Vorpommern.

## Geografie und Verkehrsanbindung
Grevenstein liegt nördlich des Kernortes Roggenstorf an der Kreisstraße K 14. Nördlich und östlich vom Ort erstreckt sich das 2600 ha große Landschaftsschutzgebiet Lenorenwald und südöstlich das 33 ha große Naturschutzgebiet Pohnstorfer Moor.

## Sehenswürdigkeiten
In der Liste der Baudenkmale in Roggenstorf ist für Grevenstein die ehemalige Gutsanlage (Dorfstraße 11) als einziges Baudenkmal aufgeführt.